# Mike Munchak
Pro Football Hall of Fame 2001
(en) Statistiques sur pro-football-reference
Michael Anthony Munchak, né le 5 mars 1960 à Scranton (Pennsylvanie), est un entraineur et un ancien joueur américain de football américain. Il a joué au poste d'offensive guard en National Football League pour la franchise des Oilers de Houston.